# 한국보건산업진흥원
한국보건산업진흥원(韓國保健産業進興院, Korea Health Industry Development Institute, KHIDI)은 21세기 지식기반경제의 핵심 산업인 보건산업을 고부가가치 국가 핵심 전략산업으로 육성하여 국민건강 증진은 물론 국가경제 발전에 이바지하고자 한국보건산업진흥원법에 의거 1999년 2월 설립된 보건복지부 산하 위탁집행형 준정부기관이다. 서울특별시 동작구 노량진2동 311-27에 위치하고 있었으나 2010년 11월 3일 충청북도 청원군(현 청주시) 오송읍 오송생명2로 187 보건의료행정타운으로 이전하였다.

## 연혁
- 1999년 2월 6일: 한국보건산업진흥원 설립

## 조직

### 한국보건산업진흥원장
- 감사팀

#### 기획이사

##### 경영관리본부
- 기획조정실
- 운영지원실

##### 미래정책지원본부
- 미래산업기획단
- 4차보건산업추진단
- 라이프케어산업단
- 의료서비스혁신단

##### R&D진흥본부
- R&D기획단
- R&D평가단
- 산업기술혁신단
- 의료기술혁신단
- R&D지원단

##### 산업진흥본부
- 창의기술경영단
- 제약바이오산업단
- 의료기기화장품산업단
- 서울바이오허브TF센터

##### 국제의료본부
- 국제의료기획단
- 의료해외진출단
- 외국인환자유치단